# Тропични и субтропични иглолистни гори
Тропичните и субтропични иглолистни гори са биом, един от основните хабитатни типове във физикогеографската класификация на Световния фонд за природата.
Характерни са за тропичните области с неголеми валежи, често в области с голяма надморска височина. Основната част се намират в Мексико и Централна Америка, но също и по южните склонове на Хималаите и в някои по-ограничени планински области в Югоизточна Азия. Тези гори образуват гъсти корони с ограничен достъп на светлина до приземните слоеве, където растителността е ограничена, съставена главно от папрати и гъби.